# Senhor de Tavarede
Senhor de Tavarede é um título nobiliárquico criado por desconhecido em data desconhecida, em favor de António Fernandes de Quadros.
Titulares
1. António Fernandes de Quadros, 1.º Senhor de Tavarede de juro e herdade;
2. Fernão Gomes de Quadros, 2.º Senhor de Tavarede de juro e herdade;
3. Pedro Lopes de Quadros, 3.º Senhor de Tavarede de juro e herdade;
4. Fernão Gomes de Quadros, 4.º Senhor de Tavarede de juro e herdade;
5. ..., 5.º Senhor de Tavarede de juro e herdade;
6. ..., 6.º Senhor de Tavarede de juro e herdade;
7. ..., 7.º Senhor de Tavarede de juro e herdade;
8. ..., 8.º Senhor de Tavarede de juro e herdade;
9. ..., 9.º Senhor de Tavarede de juro e herdade;
10. ..., 10.º Senhor de Tavarede de juro e herdade;
11. Joana Madalena Leite de Quadros, 11.ª Senhora de Tavarede de juro e herdade, Senhora das Lezírias de Buarcos;
12. Antónia Madalena de Quadros Sousa e Sá, 12.ª Senhora de Tavarede de juro e herdade, Senhora das Lezírias de Buarcos;
13. D. João de Almada Quadros Sousa e Lencastre, 13.º Senhor de Tavarede de juro e herdade, 1.º Barão de Tavarede e 1.º Conde de Tavarede, Senhor das Lezírias de Buarcos, Senhor da Ponte da Barca.